# Pervomàiskoie (Daguestan)
Pervomàiskoie — Первомайское (rus) — és un poble de la república del Daguestan, a Rússia. Segons el cens del 2010 tenia 1.228 habitants.